# Boåsberget
Boåsberget är en höjd i centrala Karlskoga norr om ett industriområde, klädd i bokskog, som är central i såväl stadens som industri- och vapentillverkarens Bofors historia.
Bofors herrgård, som uppfördes på 1700-talet, låg på Boåsberget, där disponentbostaden senare uppfördes.